# La Samaritaine (opéra)
Pour les articles homonymes, voir La Samaritaine (homonymie).

La Samaritaine est un opéra français de Max d'Ollone, créé le 23 juin 1937 à Opéra de Paris, d'après la pièce-homonyme d'Edmond Rostand (1897).

## Discographie
- La Samaritaine, version de concert avec Berthe Monmart, André Vessières, Lucien Lovano, Charles Cambon, Jean Giraudeau, Joseph Peyron, Jacques Mars, Gustave Wion, Jean Lavaud, Marcel Lebreton, Marcel Génio, Maude Million, Madeleine Drouot, Marguerite Myrtal, Chœurs et Orchestre lyrique de la RTF, Tony Aubin (dir.) - Enregistré le 29 avril 1955 et diffusé le 27 mai 1955